# Conselho Nacional de Assistência Social
Conselho Nacional de Assistência Social ou CNAS, é o órgão do governo brasileiro, vinculado ao Ministério do Desenvolvimento Social e Combate à Fome, responsável pela coordenação da política nacional de assistência social.

## Formação
O CNAS é composto por 18 (dezoito) membros e respectivos suplentes, cujos nomes são indicados ao órgão da Administração Pública Federal responsável pela coordenação da Política Nacional de Assistência Social, de acordo com os critérios seguintes:
- I - 9 (nove) representantes governamentais, incluindo 1 (um) representante dos estados e 1 (um) dos municípios;
- II - 9 (nove) representantes da sociedade civil, dentre representantes dos usuários ou de organizações de usuários, das entidades e organizações de assistência social e dos trabalhadores do setor, escolhidos em foro próprio sob fiscalização do Ministério Público Federal.

O CNAS é presidido por um de seus integrantes, eleito dentre seus membros, para mandato de 1 (um) ano, permitida uma única recondução por igual período, e conta também com uma Secretaria Executiva, com sua estrutura disciplinada em ato do Poder Executivo (vide organograma).

## Competências
As principais competências do Conselho Nacional de Assistência Social são:
- aprovar a Política Nacional de Assistência Social;
- normatizar as ações e regular a prestação de serviços de natureza pública e privada no campo da assistência social;
- zelar pela efetivação do sistema descentralizado e participativo de assistência social;
- convocar ordinariamente a Conferência Nacional de Assistência Social;
- apreciar e aprovar a proposta orçamentária da Assistência Social a ser encaminhada pelo órgão da Administração Pública Federal responsável pela coordenação da Política Nacional de Assistência Social;
- divulgar, no Diário Oficial da União, todas as suas decisões, bem como as contas do Fundo Nacional de Assistência Social (FNAS) e os respectivos pareceres emitidos.

## História
O Conselho Nacional de Assistência Social – CNAS foi instituído pela Lei Orgânica da Assistência Social – LOAS (Lei 8742, de 07 de dezembro de 1993), como órgão superior de deliberação colegiada, vinculado à estrutura do órgão da Administração Pública Federal responsável pela coordenação da Política Nacional de Assistência Social (atualmente, o Ministério do Desenvolvimento Social e Combate à Fome), cujos membros, nomeados pelo Presidente da República, têm mandato de 2 (dois) anos, permitida uma única recondução por igual período.